# Lista de títulos e prêmios recebidos por Diego Maradona

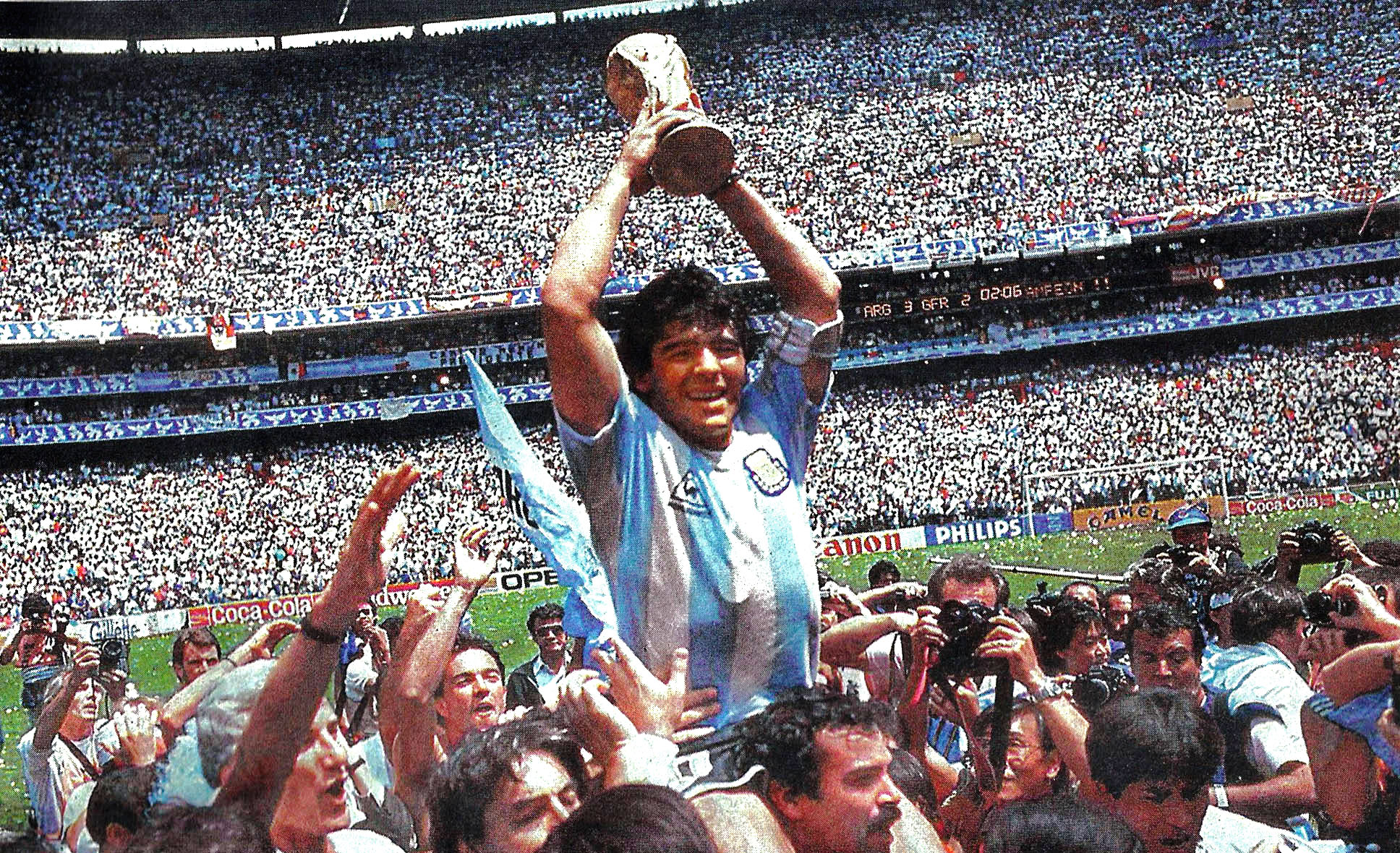
Diego Maradona, 1986

Esta é uma lista de títulos e prêmios estabelecidos por Diego Maradona, ex-futebolista argentino, considerado como um dos maiores jogadores de todos os tempos.

## Títulos
Boca Juniors

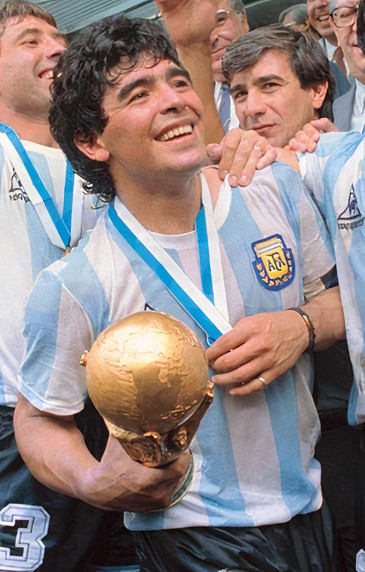
Maradona após ganhar a Copa do Mundo de 1986 com a Seleção Argentina

- Campeonato Argentino: Metropolitano 1981

Barcelona
- Copa do Rei: 1982–83
- Copa da Liga Espanhola: 1982–83
- Supercopa da Espanha: 1983

Napoli
- Campeonato Italiano: 1986–87 e 1989–90
- Copa da Itália: 1986–87
- Copa da UEFA: 1988–89
- Supercopa da Itália: 1990

Seleção Argentina
- Copa do Mundo FIFA: 1986
- Copa Artemio Franchi: 1993

Seleção Argentina Sub-20
- Campeonato Mundial de Futebol Sub-20: 1979

## Artilharias
- Campeonato Argentino: Metropolitano 1978, Metropolitano 1979, Nacional 1979, Metropolitano 1980, Nacional 1980
- Campeonato Italiano: 1987–88 (15 gols)
- Copa da Itália: 1987–88 (8 gols)

## Prêmios individuais
- FIFA 100: 2004
- Bola de Ouro da Copa do Mundo da FIFA: 1986
- All-Star Team da Copa do Mundo da FIFA: 1986, 1990
- Melhor Jogador do Mundo eleito pela Guerin Sportivo: 1979, 1986, 1987[1]
- Melhor Jogador do Mundo eleito pela World Soccer: 1986
- Onze d'Or: 1986, 1987
- Guerin d'Oro: 1985
- Prêmio Rei da América - El Mundo: 1979, 1980
- Melhor Jogador do Mundial Sub-20: 1979
- Melhor Jogador Argentino do Ano pela Associação de Jornalistas da Argentina: 1979, 1980, 1981, 1986
- Bola de Bronze da Copa do Mundo FIFA: 1990
- Melhor Jogador do Século XX da FIFA (votos de internautas): 2000
- 3.º Maior Jogador do Século XX pelo Grande Júri FIFA: 2000
- 2.º Maior jogador Sulamericano do século XX pela IFFHS: 1999
- 5.º Maior jogador do Mundo do Século XX pela IFFHS: 1999
- 2.º Maior jogador do século XX pela revista - France football: 1999
- Time dos Sonhos da FIFA: 2002
- Prêmio Olimpia de Oro (Melhor atleta argentino do ano): 1986[2]
- The Times - maior jogador da história das Copas do Mundo: 2010[3]
- La Gazzetta dello Sport - Melhor Jogador de Todos os Tempos: 2012[4]
- Corriere dello Sport - Melhor Desportista da Historia: 2012[5][6]
- Um dos 11 eleitos pela AFA para a Seleção Argentina de Todos os Tempos:[7] 2016
- Melhor Jogador da Historia pela revista "Four Four Two": 2017[8]
- Melhor jogador das Copas do Mundo pela revista "Four Four Two": 2018[9]
- Onze ideal histórico das Copas América: 2019[10]
- Bola de Ouro Dream Team: Melhor Meio-campista Ofensivo da História
- 11Leyendas Jornal AS: 2021[11]
- IFFHS ALL TIME WORLD MEN'S DREAM TEAM[12]